# کرایه نقدی

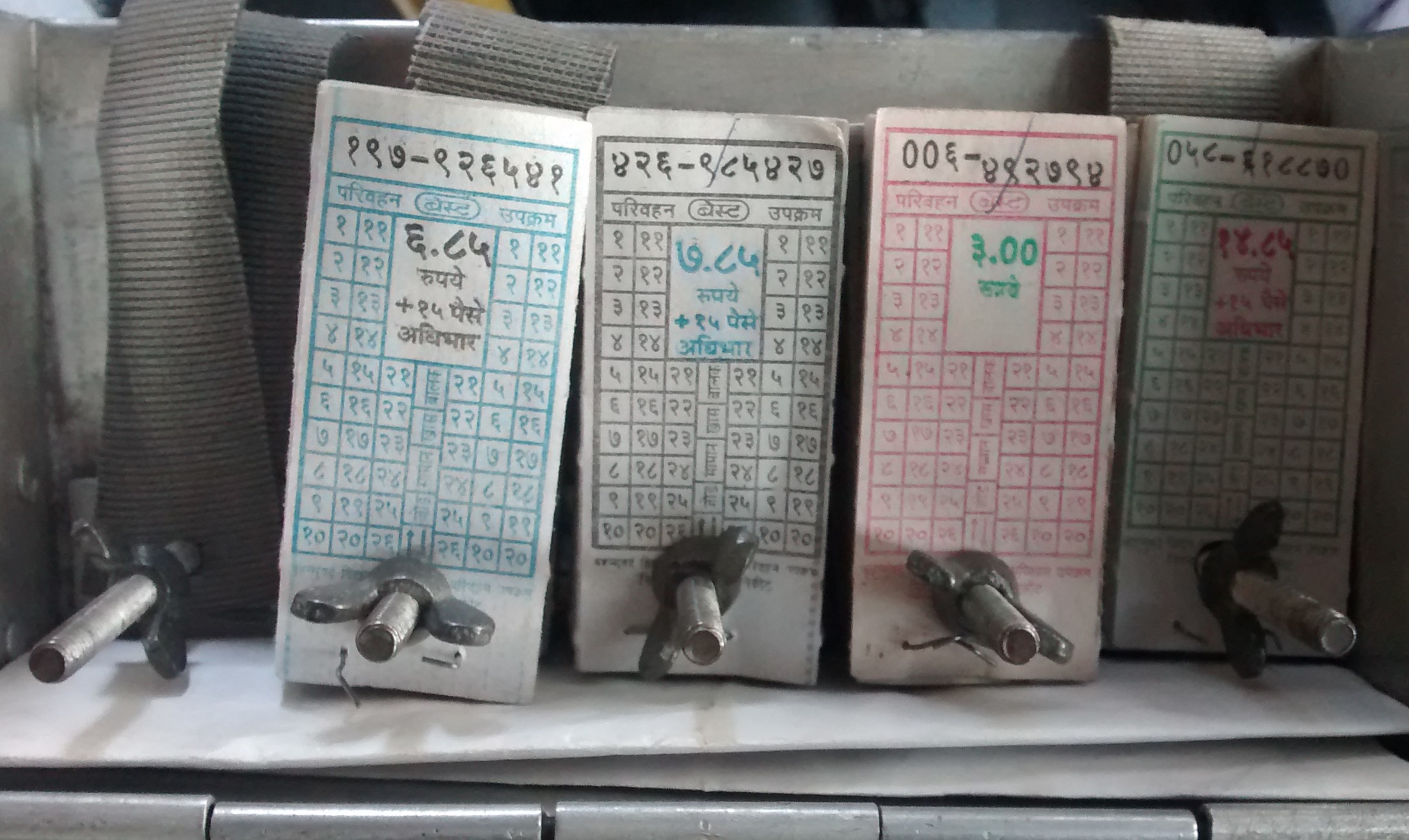
یک بلیط جعبه با بلیط‌های در حال انتظار برای پانچ در بهترین اتوبوس در بمبئی هند.

دریافت دستی کرایه یا کرایه نقدی عبارت است از دریافت کرایه از مسافر به صورت مستقیم و دستی (بدون کمک ماشین خودکار فروش بلیط). «کرایه نقدی» به‌طور کلی اشاره دارد به مجموعه‌ای از کرایه‌ها در طول یک مسیر که در ازای آن به مسافر بلیط داده می‌شود یا مسافر به مقصد منتقل می‌شود. پرداخت نقدی در برخی سیستم‌های حمل و نقل مثل تاکسی رایج است. در اتوبوس و سایر وسایل نقلیه جمعی، بلیط معمولاً از قبل خریداری و به راننده ارائه می‌شود یا مسافر با کارت هزینه بلیط را می‌پردازد. با این حال امکان خرید مستقیم بلیط توسط مسافر از راننده در ازای پرداخت وجه نقد وجود دارد.

## تجهیزات
برای دریافت وجه نقد از مسافر وسایل و تجهیزاتی طراحی شده‌است.

### کیسه پول
یک فرد دریافت‌کننده پول و بلیط مسافران ممکن است کیسه یا کیفی داشته باشد که پول نقد در آن نگهداری کند یا بلیط‌های دریافتی را در آنجا بیندازد

### کیف سکه

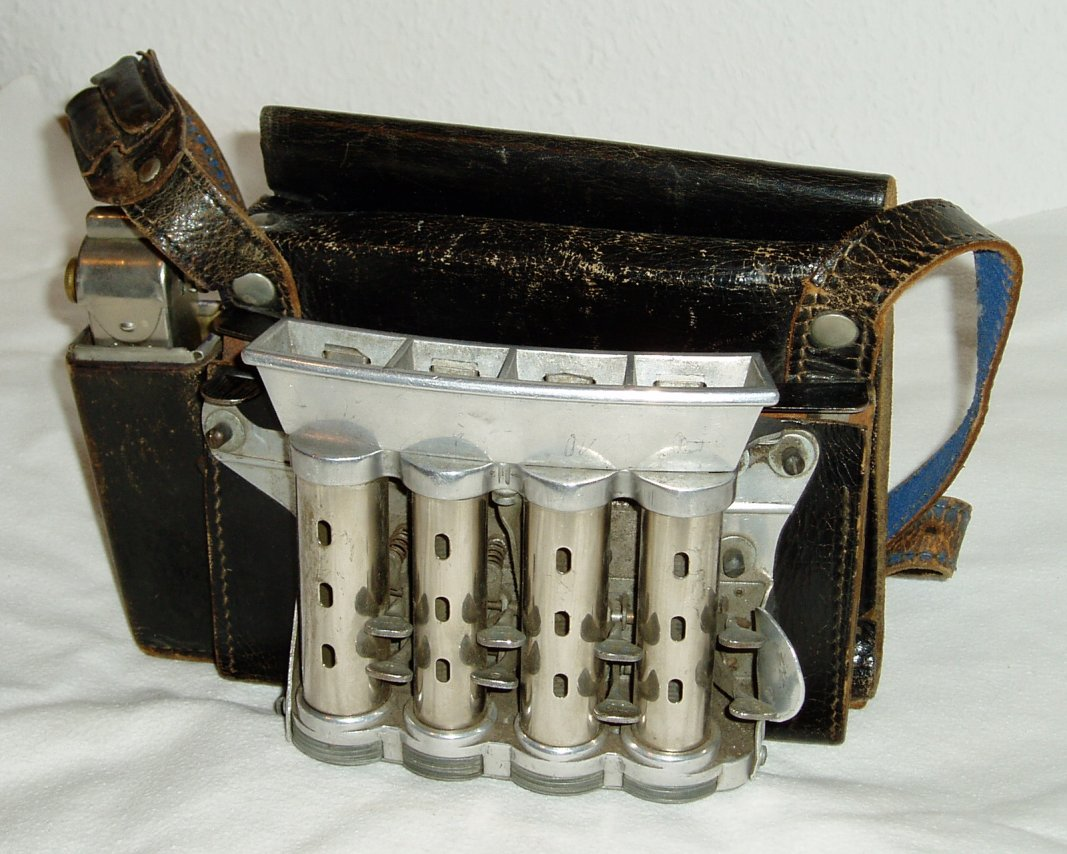
کیف سکه

شاید بزرگترین توسعه در دریافت نقدی وجه بلیط از مسافران، ابداع کیف سکه است. در این کیف تعدادی استوانه برای سکه‌های مختلف وجود دارد. سکه‌های درخواستی از انتهای هر لوله دریافت می‌شوند.

### صندوق کرایه
برخی اتوبوس‌ها و سایر وسایل نقلیه عمومی صندوقی برای انداختن وجه نقد توسط مسافر دارند. این صندوق در مجاورت راننده قرار دارد.